# آتش، یخ و دینامیت
آتش، یخ و دینامیت (عنوان اصلی آلمانی Feuer , Eis und Dynamit) یک فیلم سینمایی ورزشی آلمانی به کارگردانی ویلی بوگنر محصول سال ۱۹۹۰ است؛ که دنباله ای بر فیلم آتش و یخ (فیلم ۱۹۸۶) محسوب می‌شود. این فیلم براساس داستانی اصیل از ویلی بوگنر با فیلمنامه تونی ویلیامسون نوشته‌است.